# Рудько Микола Олександрович
Микола Олександрович Рудько (нар. 4 квітня 1947, місто Бобровиця, Чернігівська область) — український науковець та дипломат. Кандидат педагогічних наук. Доцент. Генеральний Консул України в Санкт-Петербурзі (2004—2009). Заслужений працівник освіти України

## Біографія
Народився 4 квітня 1947 року в місті Бобровиця на Чернігівщині. У 1970 році закінчив Київський державний університет ім. Т.Шевченка, за спеціальністю історик. З 1970 по 1972 рік служив у Радянській армії.
З 1972 року працював асистентом кафедри історії КПРС і наукового комунізму, з 1974 року — викладачем кафедри загальної історії Чернігівського педагогічного інституту.
Після закінчення аспірантури Науково-дослідного інституту педагогіки УРСР працював викладачем кафедри загальної історії, заступником декана, деканом історичного факультету, проректором із навчальної роботи, 1-м проректором Чернігівського педагогічного інституту.
З 28 липня 1990 по 1991 рік — секретар Чернігівського обласного комітету КПУ з питань ідеології.
З 1994 року заступник голови Чернігівської облради. З жовтня 1995 по 1996 рр. — заступник голови з питань гуманітарної політики Чернігівської облдержадміністрації.
З жовтня 1996 по березень 1997 рр. — помічник Президента України Леоніда Кучми.
З березня 1997 по травень 1998 — керівник Управління гуманітарної політики Адміністрації Президента України.
З 8 травня 1998 по 29 лютого 2000 року — Голова Державного комітету України у справах національностей і міграції.
З 2000 по 2001 — референт Президента України Леоніда Кучми.
З січня 2001 по березень 2004 рр. — керівник Управління з питань громадянства Президента України. Член Ради з питань мовної політики при Президентові України (07.1998-11.2001); член Ради з питань збереження національної культурної спадщини (06.1997-01.98).
З 2004 по 2009 — Генеральний Консул України в Санкт-Петербурзі.

## Звання та ранги
- Заслужений працівник народної освіти України.
- Надзвичайний і Повноважний Посланник 2-го класу (11.2004)[9].